# La portiera nuda
La portiera nuda è un film del 1976 diretto da Luigi Cozzi.

## Trama
La bellissima Gianna lavora come portinaia/concierge in un palazzo composto da molti appartamenti; durante il lavoro deve guardarsi da avance e molestie più o meno insistenti da parte degli inquilini, tutti guidati da una qualche stranezza in materia di sesso.